# Supercoppa italiana 2023 (pallacanestro femminile)
La Supercoppa italiana 2023, anche nota come Techfind Supercoppa Italiana - Martinel Cup 2023, è stata la 28ª edizione della competizione e si è disputata nel formato delle Final Four.
Il torneo è stato vinto per la prima volta dalla Virtus Bologna, che ha sconfitto in finale la Famila Schio per 70-65.

## Squadre partecipanti
- Famila Schio,  campione d'Italia 2022-23 e  vincitrice della Coppa Italia 2023
- Virtus Bologna, finalista dei play-off scudetto 2022-23 e semifinalista della Coppa Italia 2023
- Reyer Venezia, semifinalista dei play-off scudetto 2022-23 e finalista della Coppa Italia 2023
- Dinamo Sassari, semifinalista della Coppa Italia 2023

## Risultati

### Tabellone
|  | Semifinali     | Semifinali |                |              | Finale | Finale |  |
|  |                |            |                |              |        |        |  |
|  | Famila Schio   | 57         |                |              |        |        |  |
|  | Famila Schio   | 57         |                |              |        |        |  |
|  | Dinamo Sassari | 55         |                |              |        |        |  |
|  | Dinamo Sassari | 55         |                | Famila Schio | 65     |        |  |
|  |                |            |                | Famila Schio | 65     |        |  |
|  |                |            | Virtus Bologna | 70           |        |        |  |
|  | Reyer Venezia  | 65         | Virtus Bologna | 70           |        |        |  |
|  | Reyer Venezia  | 65         |                |              |        |        |  |
|  | Virtus Bologna | 74         |                |              |        |        |  |

### Semifinali
| Pordenone 22 settembre 2023, ore 17:00 CEST                      | Famila Wuber Schio | 57 – 55 (18-22, 32-29; 46-44) referto | Dinamo Banco di Sardegna Sassari | PalaCrisafulli |
| \| \| \| \| \| Reisingerová 18 \| Punti \| 16 Carangelo, Raca \| |                    |                                       |                                  |                |
|                                                                  |                    |                                       |                                  |                |
| Reisingerová 18                                                  | Punti              | 16 Carangelo, Raca                    |                                  |                |

| Pordenone 22 settembre 2023, ore 19:45 CEST       | Umana Reyer Venezia | 65 – 74 (26-17, 35-42; 49-59) referto | Virtus Segafredo Bologna | PalaCrisafulli |
| \| \| \| \| \| Makurat 14 \| Punti \| 20 Andrè \| |                     |                                       |                          |                |
|                                                   |                     |                                       |                          |                |
| Makurat 14                                        | Punti               | 20 Andrè                              |                          |                |

### Finale
| Arbitri: | Christian Borgo (Grumolo delle Abbadesse) Giacomo Dori (Mirano) Matteo Lucotti (Binasco) |

|                              |          |                       |
| Guirantes 16 Reisingerová 15 | Punti    | 21 Cox 14 Dojkić      |
| Verona 5                     | Assist   | 4 Dojkić, Zandalasini |
| Guirantes 8                  | Rimbalzi | 11 Cox                |

## Squadra vincitrice
Virtus Segafredo Bologna (1º titolo): Olbis Futo Andrè, Maria Beatrice Barberis, Chiara Consolini, Lauren Cox, Beatrice Del Pero, Ivana Dojkić, Alessandra Orsili, Francesca Pasa, Haley Peters, Cecilia Zandalasini. Allenatore: Pierre Vincent.